# Warroad
Warroad è una città degli Stati Uniti d'America, situata in Minnesota, nella contea di Roseau.